# Myrcia manacalensis
Myrcia manacalensis är en myrtenväxtart som beskrevs av Ignatz Urban. Myrcia manacalensis ingår i släktet Myrcia och familjen myrtenväxter. IUCN kategoriserar arten globalt som starkt hotad. Inga underarter finns listade i Catalogue of Life.